# Waiting (Green Day)
"Waiting" je treći singl s albuma Warning američkog punk rock sastava Green Day. Pjesma je ljubavna i govori o čovjeku koji čeka priliku da izrazi svoju ljubav i napokon je dobio jednu. Singl nije imao veliki uspjeh u SAD-u.

## Video spot
Video spot prikazuje Green Day svirajući u jednoj kući dok jedna skupina djece okolo skaće, razbija stvari i dobro se zabavlja (u sporom gibanju). Video je režirao Marc Webb. Pokazuje grupu svirajući u mnogo scena (u normalnoj brzini), i usredotočava se na Billie Joea

## Zanimljivosti
- za vrijeme festivala Reading, dok su nastupali, Billie Joe je ovu pjesmu posvetio Tayloru Hawkinsu, bubnjaru grupe Foo Fighters.
- originalni naziv ove pjesme je bio Wwwaiting, ali je Billie Joe kasnije rekao da naziv nije mogao stati na stražnji omot albuma.